# Purdiaea stenopetala
Purdiaea stenopetala är en tvåhjärtbladig växtart som beskrevs av August Heinrich Rudolf Grisebach. Purdiaea stenopetala ingår i släktet Purdiaea och familjen Clethraceae. Utöver nominatformen finns också underarten P. s. stereosepala.